# همسات الحب
همسات الحب هي لوحة زيتية للرسام الفرنسي ويليام بوغيرو.